# Налоговая система Грузии

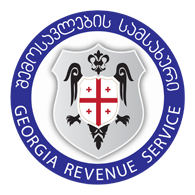
Герб Службы доходов Грузии

Налоговая система Грузии — совокупность налогов и других платежей, взимаемых государством с плательщиков — юридических и физических лиц — на территории Грузии, а также совокупность принципов, форм и методов их взимания. Действующая налоговая система кодифицирована в Налоговом кодексе Грузии, принятом в 2005 году с последующими изменениями.

## История налогообложения в Грузии
История классового общества и возникающего при этом налогообложения в пользу правящего класса насчитывает на территории Грузии более двух тысяч лет. Развитие налогообложения в целом соответствовало мировым тенденциям и прошло путь от натурных выплат, повинностей к денежным расчётам с бюджетом.
После распада СССР независимая Грузия сформировала налоговую систему на основании типовых рекомендаций Международного валютного фонда, послуживших основой и для других стран — бывших республик Советского Союза. В качестве бюджетообразующих упор был сделан на косвенные и корпоративные налоги: налог на добавленную стоимость, налог на прибыль предприятий и таможенные тарифы. Помимо общей неэффективности сбора и администрирования, столкновение интересов групп правящей элиты приводило к увеличению числа налогов и контролирующих органов. Постепенно система эволюционировала и к моменту Революции роз представляла собой малоэффективнный набор из более чем 20 налогов и сборов, с несколькими центрами администрирования и контроля, что создавало почву для разнообразных злоупотреблений и привело в 2003 году к фактическому банкротству госбюджета.
В ходе реформы Саакашвили-Бендукидзе лидеры реформаторской команды поставили перед собой основную цель сделать Грузию привлекательной для бизнеса, что применительно к налогам было осмыслено ими как несколько задач: сделать налоговую систему более эффективной и прозрачной, либерализовать и упростить налоговое законодательство, провести налоговую амнистию и заключить максимально возможное количество международных договоров об избежании двойного налогообложения. Эта работа завершилась принятием радикально переработанного Налогового кодекса в 2005 году, налоговая система Грузии была значительно упрощена. В частности, была ликвидирована множественность точек сбора налогов: упразднены специальные фонды, в том числе Пенсионный фонд, госбюджет стал единым местом аккумуляции налоговых доходов, а Служба доходов — единым центром их администрирования. Количество налогов было уменьшено до 6 налогов с фиксированными ставками, не допускавшими дискреции по отношению к плательщику. Специальным органическим (конституционным) законом — Актом экономической свободы — были зафиксированы принципы единства бюджета и ограничение количества налогов и максимальной доли ВВП, перераспределяемой через бюджет.
После поражения на выборах 2012 года правящей партии «Единое национальное движение» и переизбрания в 2013 году с поста президента Михаила Саакашвили результаты налоговой реформы подверглись умеренному пересмотру и модификации. В частности, налог на доходы физических лиц, ранее запланированный к понижению с 20 % до 15 %, был законом 2012 года оставлен на уровне 20 %. В 2017 году поправками к Налоговому кодексу база налога на прибыль предприятий была ограничена только распределяемой прибылью, что создало значительные стимулы для реинвестиций. В 2018 году по инициативе премьера Бахтадзе был значительно облегчен специальный налоговый режим для малых предпринимателей: ставка налога в размере 5 % от выручки была понижена до 1 % от выручки, а граничные пределы выручки для малых предпринимателей повышены с 100 тысяч лари до 500 тысяч лари в год.
После получения конституционного большинства на выборах 2016 года правящая партия «Грузинская мечта» сумела внести в Акт экономической свободы ряд поправок, отменяющих рамочное ограничение расходов бюджета в 30 % от ВВП страны. Другие поправки вывели из под действия ограничений Акта пенсионные сборы, назначили новый центр администрирования для пенсионных сборов и отменили обязательность референдума для повышения ставок налогов.

## Действующие налоги и ставки
По сравнению с предыдущим налоговым режимом, в котором действовал 21 налог, в кодексе 2005 года было принято 6 видов налогов.
- налог на доходы физических лиц — 20 % (плоская ставка)[3]
- налог на прибыль предприятий — 15 %[10] (с 1 января 2017 года заменен на налог на выведенный капитал, по той же ставке)[7], для малых предпринимателей действует упрощенный режим налогообложения в размере 1 % от выручки в пределах 500 тысяч лари в год[8]
- налог на добавленную стоимость — 18 %[10]
- акциз — разный[10]
- таможенная пошлина — 0 %, 5 % или 12 % в зависимости от категории товара[10]
- налог на имущество — 1 % на самооценённую стоимость собственности[10]

Поправкой 2018 года к Акту экономической свободы было убрано требование о проведения референдума перед введением пенсионного сбора и начиная с 1 января 2019 введён обязательный всеобщий пенсионный сбор с физических лиц и предприятий, поступающий на именной счёт физического лица в новообразованном Пенсионном фонде.
- пенсионный сбор — всего от 4 до 6 % от доходов физического лица, в том числе 2 % из доходов самого физического лица, 2 % из средств работодателя (4 % в случае самозанятых лиц, при этом самозанятые имеют право отказаться от уплаты сбора) и от 0 до 2 % из средств госбюджета[9]

### Статус малого бизнеса

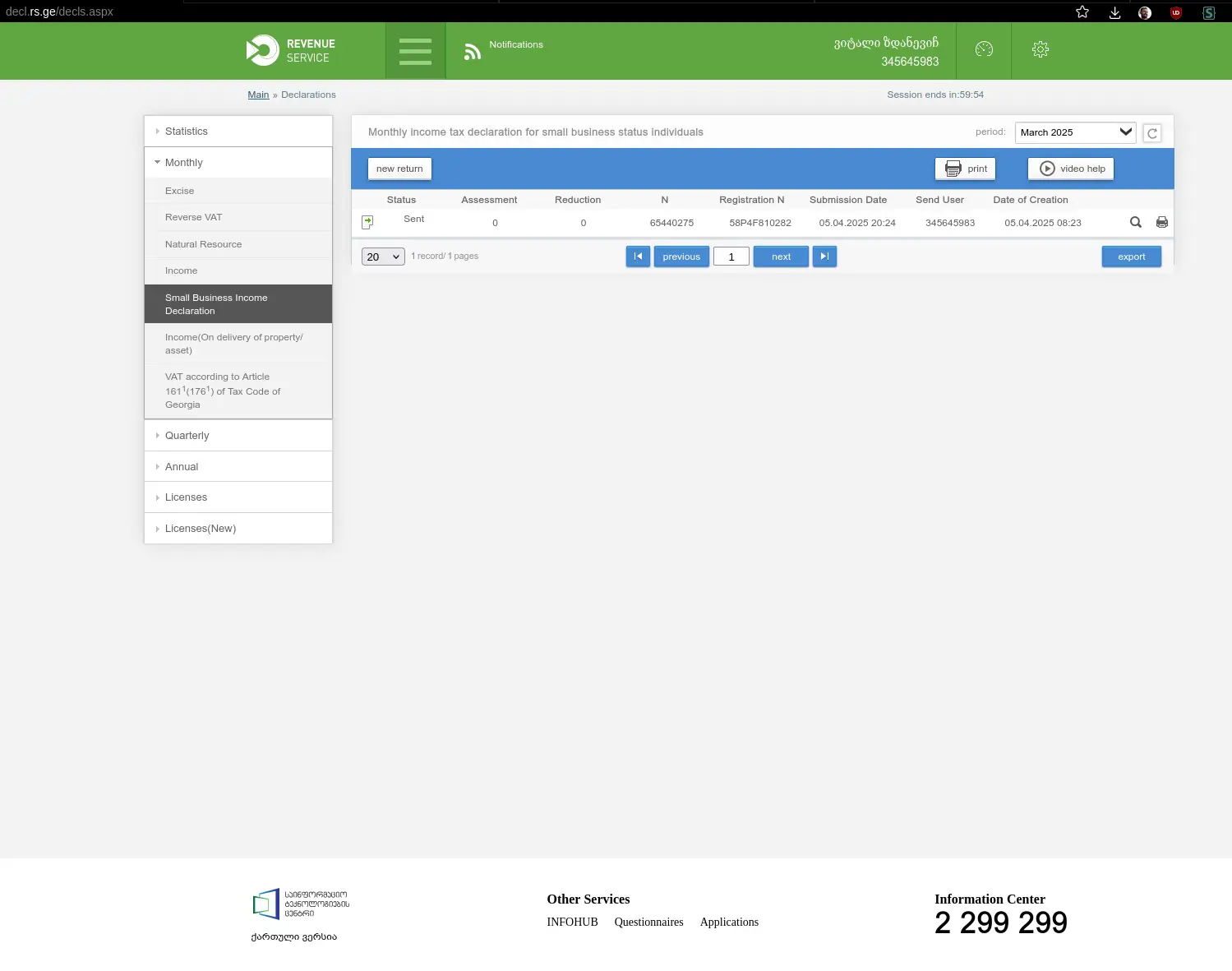
rs.ge: государственный онлайн сервис по подаче деклараций

С 2018 года налог для малого бизнеса составляет 1%, при годовом обороте менее 500,000 лари (около 185,000$), что является уникально низким налоговым процентом в мире. Ранее налог составлял 5%. Со статусом малого бизнеса разрешается нанимать работников. После 2022 года многие работники ИТ индустрии из России, Беларуси, Украины мигрировали и стали налоговыми резидентами Грузии, столь низкий налог в один процент и возможность пребывать в Грузии 365 дней в году (в течение которых можно делать визаран) привлекли многих специалистов работающих удалённо. Иностранец становится налоговым резидентом Грузии через 183 дня пребывания даже без ВНЖ. Если заказчик вне Грузии - НДС составляет 0%, чем пользуются работники удалённых специальностей. Если заказчик в Грузии - НДС составляет 18%.
Подает ежемесячные налоговые декларации о доходах с 1 по 15 число каждого следующего месяца.

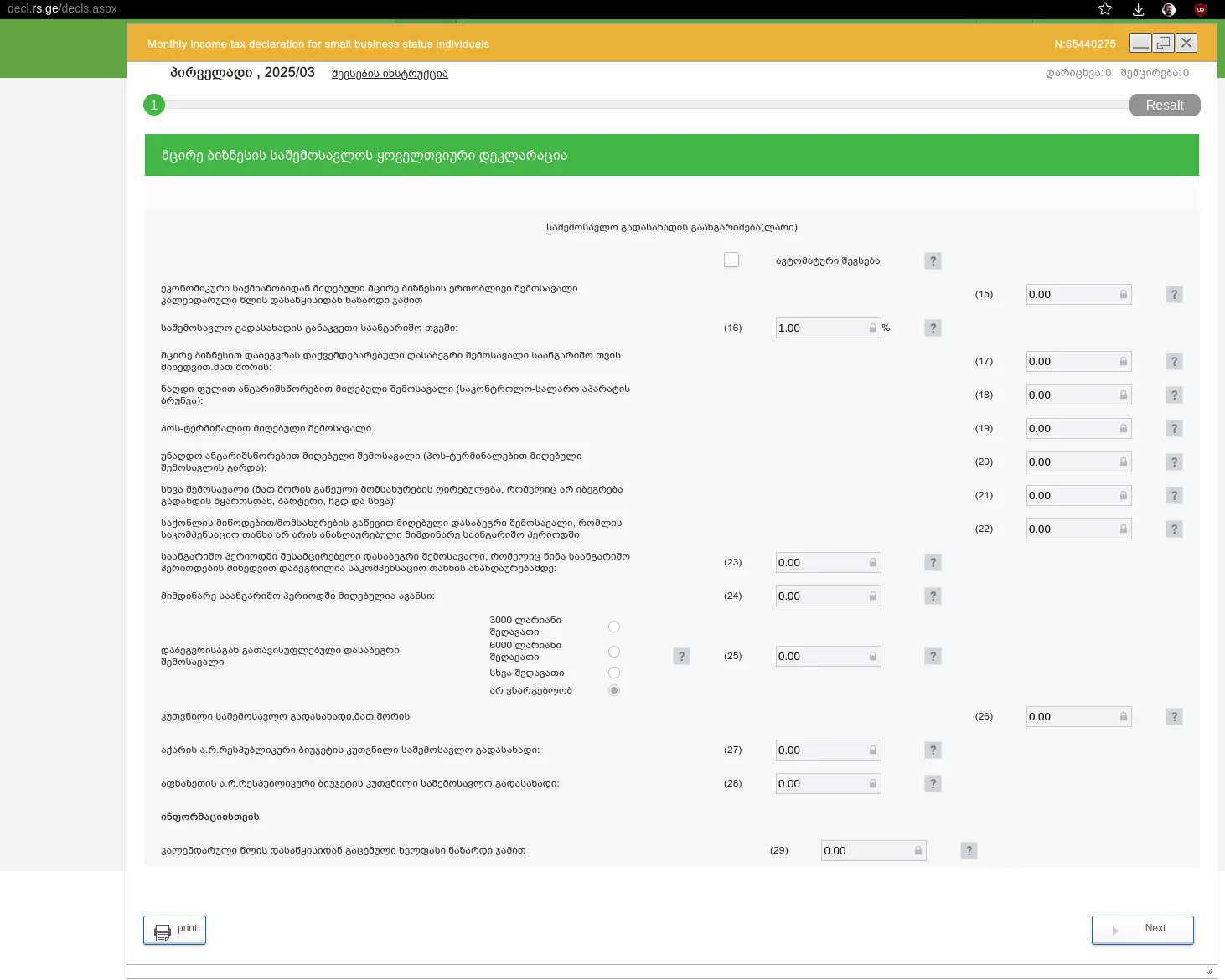
Форма заполнения ежемесячной декларации малого бизнеса

Согласно Постановлению Правительства Грузии №415 статус малого бизнеса запрещён для следующих видов деятельности:
1. Лицензируемая, или требующая отдельных разрешений;
2. Операции обмена валюты;
3. Медицинская, архитектурная, юридическая, нотариальная, аудиторская и любая консультационная (включая налоговых консультантов);
4. Азартные игры;
5. Подбор персонала;
6. Деятельность, требующая значительных инвестиций, или производство подакцизных товаров.

С первого февраля 2025 года также ИП строительной сферы облагаются 20% налогом вместо 1%.

### Статус микробизнеса
Физические лица с годовым оборотом менее 30,000 лари могут также подать заявку на статус микробизнеса (налог 0%), при этом сотрудников нанимать нельзя (Постановление № 415), не требуется открывать ИП. Нет права становиться плательщиком НДС.
Не обязан использовать кассовый аппарат.
Подает упрощенную годовую декларацию о подоходном налоге до 1 апреля года, следующего за отчетным.

## Перспективы развития налоговой системы
По словам премьер-министра Грузии Бахтадзе, Грузии необходима налоговая реформа, в том числе отмена НДС на ряд категорий товаров, переработка Налогового кодекса и расширение льгот малому предпринимательству.
По оценке Всемирного Банка, в 2014 году Грузия заняла 15 место в мировом рейтинге лёгкости ведения бизнеса и поднялась в этом рейтинге на 6 место в 2018 году. Число налогоплательщиков и величина налоговых поступлений значительно выросли. Если в 2003 году было собрано 1,19 млрд лари (13,9 % от ВВП), то в 2008 году 4,75 млрд лари (24,9 % от ВВП).